# World of Coca-Cola

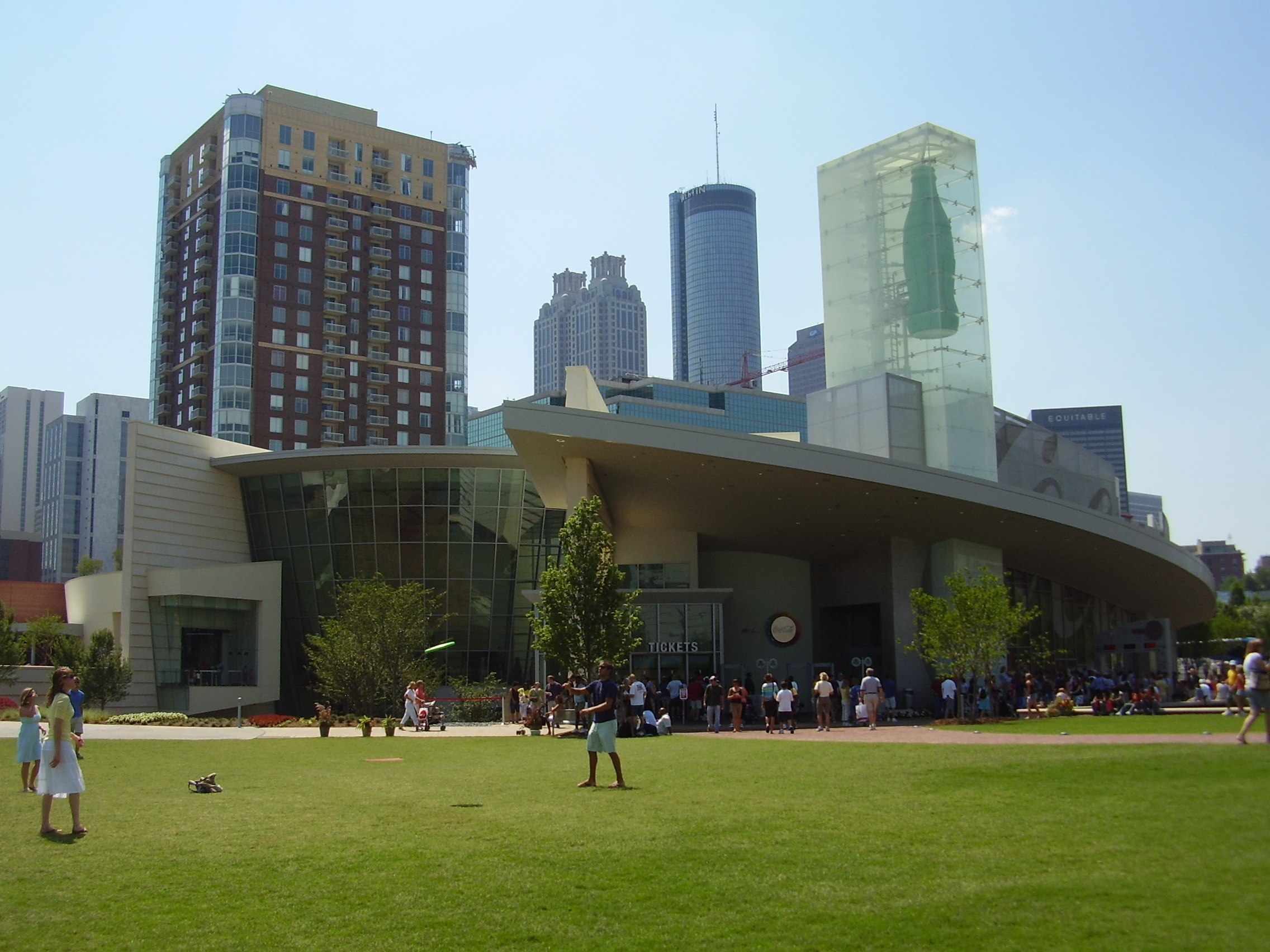
El exterior del actual del World of Coca-Cola en Pemberton Place.

El World of Coca-Cola es una exposición permanente que presenta la historia de la compañía Coca-Cola que—incluye sus bien-conocidos anuncios—así como una gran cantidad de áreas de diversión y atracciones, y está localizado en Atlanta, Georgia (donde la sede de la compañía está localizada) en Pemberton Place (nombrado en honor de John Pemberton, el inventor de Coca-Cola). 20-acres (81.000 m²) como parte de los museos de Georgia. El complejo está localizado a través de la calle Baker de Centennial Olympic Park que es en sede del Acuario de Georgia y el Centro para Derechos Humanos y Civiles. Abierto al público el 24 de mayo de 2007, reubicando y reemplazando la exposición original.

## Museo original

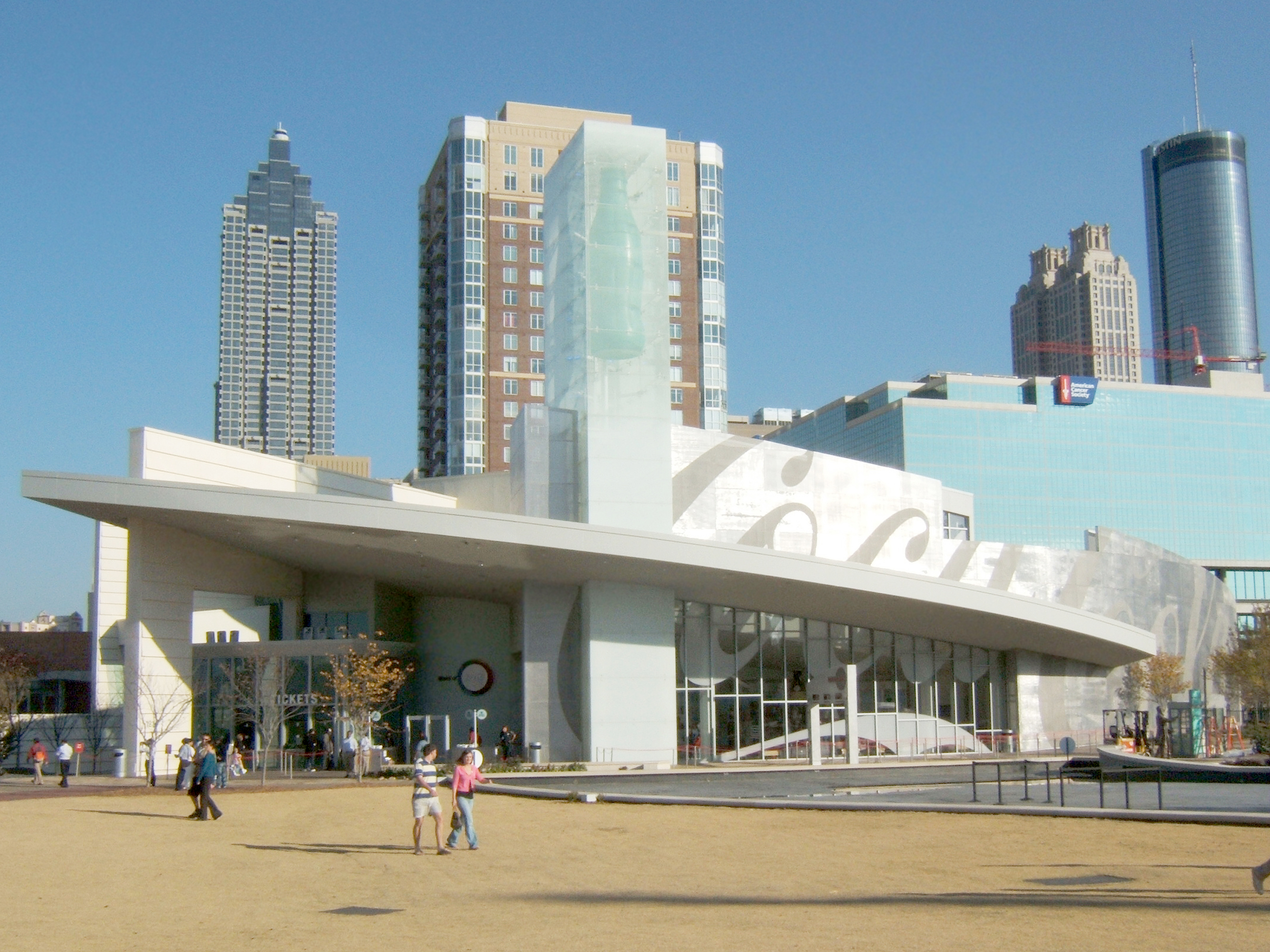
Fachada y entrada del "Mundo de Coca-Cola", en el museo de la compañía Coca-Cola en Atlanta.

El Mundo original de Coca-Cola se localizaba en el corazón de Atlanta, adyacente al subterráneo de Atlanta en el 55 Martin Luther King Jr Drive. Abierto en 1990, y permaneció abierto por 17 años hasta que éste fue reemplazado por la ubicación actual. El museo original dio la bienvenida a alrededor de nueve millones de visitantes durante ese tiempo para convertirse en la atracción techada más visitada de Atlanta.
El museo estuvo localizado en un pabellón de tres historias y su entrada tenía un letrero de neón de Coca-Cola enorme (30 pies de alto y 26 pies de ancho). La visita empezaba en el piso superior y seguía hacia abajo, presentando aproximadamente 1000 artefactos de Coca-Cola presentados por orden cronológico, exposiciones interactivas como una réplica de una fuente de sodas de la década de 1930, presentaciones de vídeo de anuncios de Coca-Cola a través de los años, y una película de 10 minutos llamada "Todos los días de Tu Vida" sobre la Coca-Cola en el mundo.
El punto destacado de la visita era la 'Spectacular Fountain', dejando a los visitantes probar varios productos de Coca-Cola y, en el área de 'Gustos de los Estados' en la misma habitación, los visitantes eran capaces de probar 22 gaseosas de diferentes marcas, algunos disponibles solo regionalmente, incluyendo el refresco Citra and Barq's Red Creme. La exposición 'Gustos del Mundo' en el International Lounge presentó las marcas hechas por la Coca-Cola Company en el mundo. Había también una tienda de regalos.
El museo fue reubicado y actualizado, además la Coca-Cola Company quiso uno más grande, un edificio más moderno en donde ellos podrían mostrar más de la vasta cantidad de recuerdos en su disposición. Para septiembre de 2007, el edificio estaba vacío, la señal de neón había sido retirada, y había poco que indicara su uso anterior.

## El nuevo World of Coca-Cola

### Planta baja
Después de pasar por un punto de asistencia de seguridad que implica detectores de metal estilo aeropuerto, los visitantes empiezan su visita en "El vestíbulo", el cual presenta grandes botellas de Coca-Cola hechas de materiales diferentes de distintas partes del mundo.  La música que se escucha de fondo es una especie de popurrí mundial de 10 anuncios de Coca-Cola de los últimos 60 años arreglado por Stephen James Taylor. Los visitantes son entonces canalizados al "Coca-Cola Loft," una colección de artefactos publicitarios de Coca-Cola que se remontan hasta 1896, mientras esperan para entrar en el "Teatro Fábrica de la Felicidad." Una vez en el teatro, los visitantes ven un cortometraje nuevo llamado, "Momentos de Felicidad", con la canción "Top of the World", de Imagine Dragons, y presentando montajes en real-life emotion. La película es una parte clave de la campaña publicitaria actual de Coca-Cola, "Destapa la Felicidad." A diferencia del viejo museo, esto permite a Coca-Cola destacar la presentación su campaña de comercialización actual al principio de la visita para dejar a la audiencia literalmente cautiva. El uso de un video también permite a la compañía cambiar la presentación conforme cambien las campañas publicitarias, aunque la película original (y una variación de la campaña que representa)se encuentra todavía en uso como a partir de octubre de 2010.
Después de la película, la pantalla se desplaza hacia arriba, revelando una pasaje hacia de "The Hub". De este punto adelante, los invitados pueden visitar las variadas atracciones en el orden que deseen, a las cuales se pueden accesar desde "The Hub". Esto es una salida del viejo museo, el cual el tour era de forma lineal.
A varias atracciones se puede acceder desde "The Hub". En el primer nivel en the Hub, los visitantes pueden posar para una foto con la mascota de Coca-Cola, el Oso Polar de Coca-Cola. Los visitantes también pueden ver la "Bóveda de la Fórmula Secreta", el cual es una exposición interactiva sobre el misterio de la Fórmula Secreta de Coca-Cola.

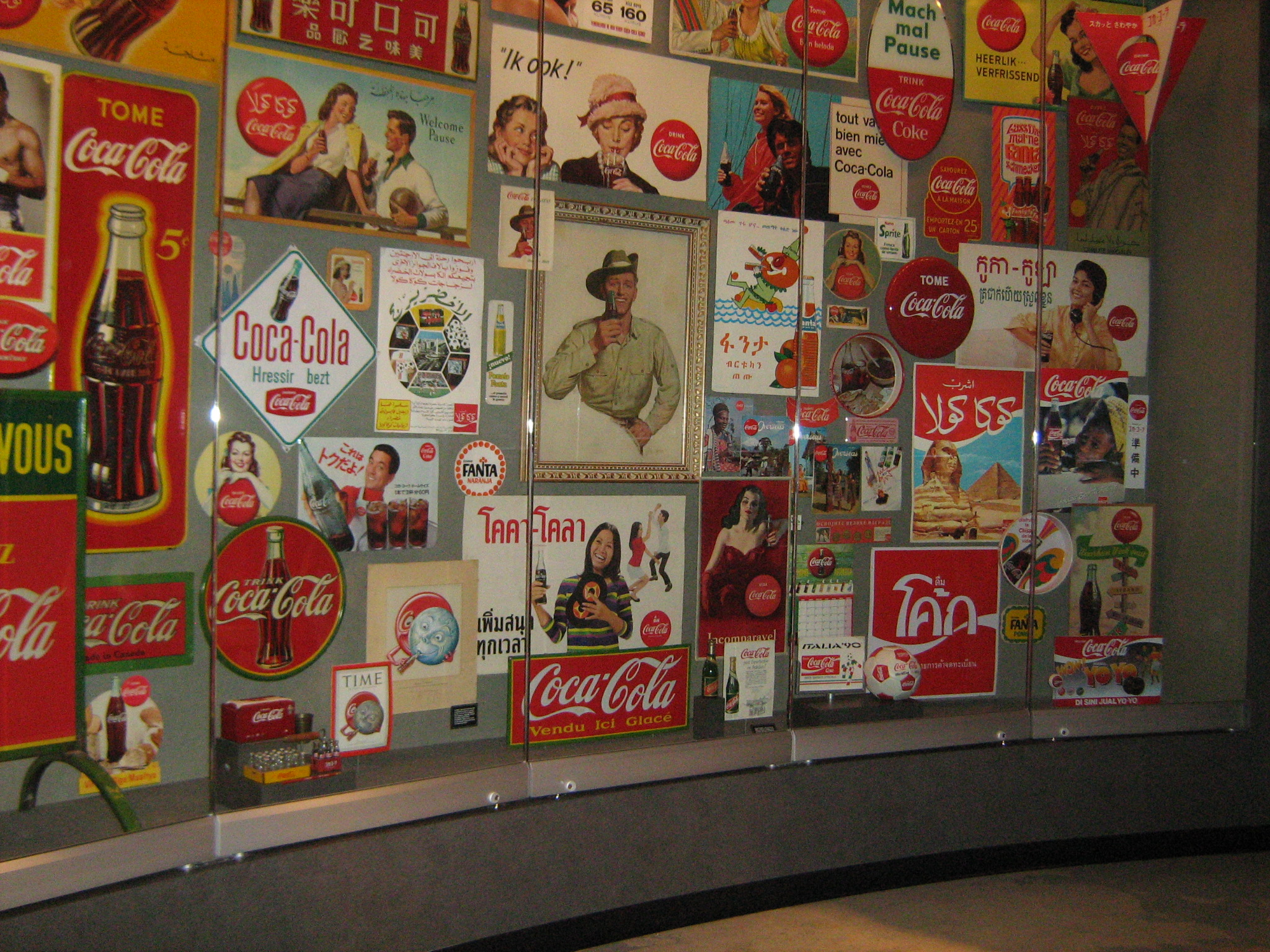
Una exhibición de la memorabilia de Coca-Cola

También en el primer nivel está la atracción los Hitos de Refrigerio, exhibiendo artefactos que reflejan los esfuerzos de la marca de Coca-Cola. El artefacto más antiguo es una nota de entrega de 1888 detallando las ventas de Coca-Cola a nivel nacional (Estados Unidos). La exhibición de Obras de Botella deja a los visitantes ver la plenamente funcionando el embotellamiento en línea de botellas conmemorativas de 8 onzas de Coca-Cola Classic. El proceso de embotellamiento va significativamente más despacio para permitir a los visitantes una vista más fácil. Un sistema de entrega robótico complejo envía las botellas al piso de arriba para "Taste It!" dónde los visitantes las obtienen cuando salen del museo.

### Nivel superior

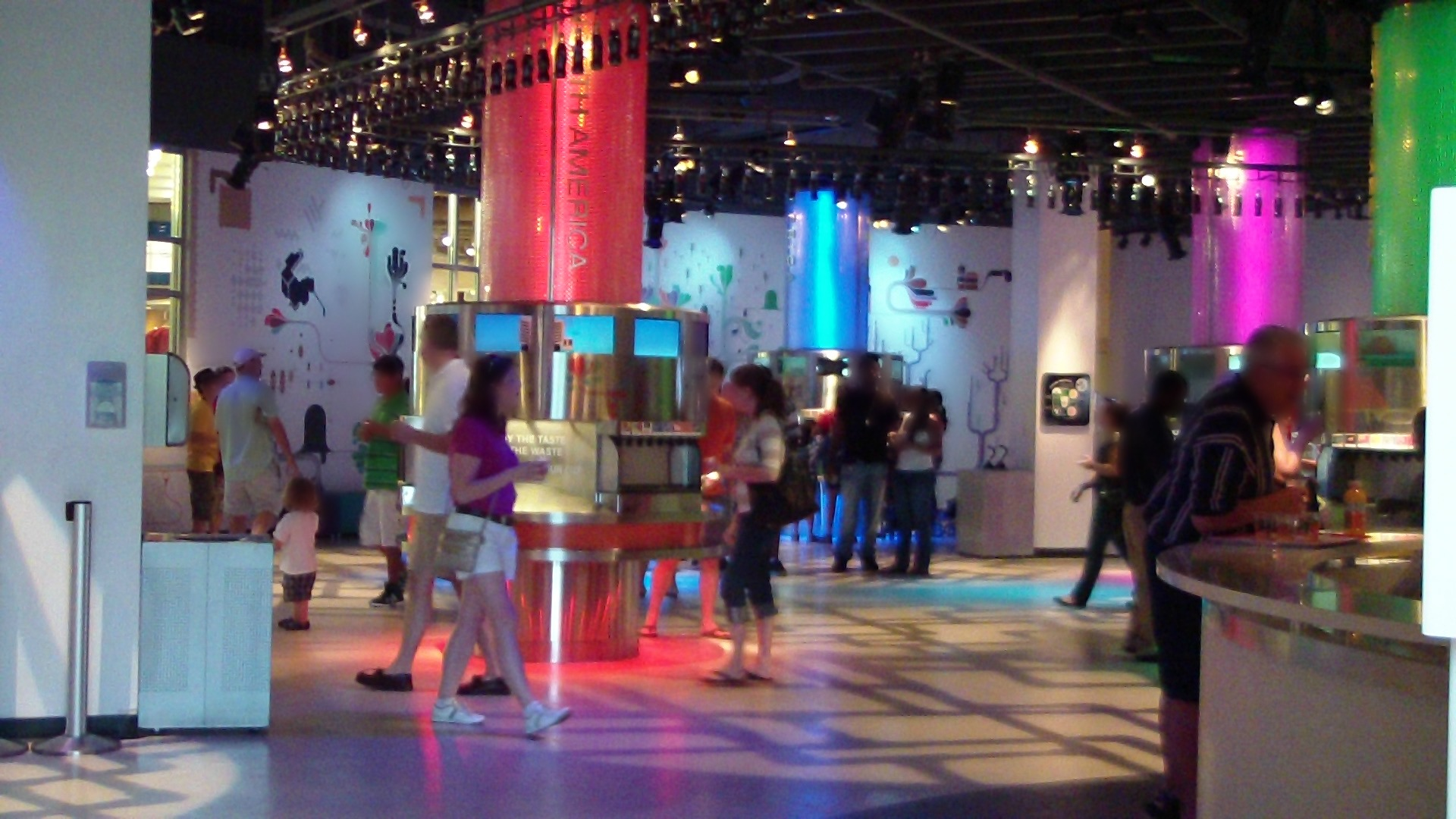
Centro de degustación de productos Coca-Cola.

Desde el nivel dos de "The Hub", los visitantes pueden visitar la atracción En Búsqueda de la Fórmula Secreta, una presentación de una película 4-D que presenta un científico excéntrico (actor: James Meehan) y su ayudante (actor: Jameelah McMillan) buscando "lo que hace a una Coke una Coke". Los asientos en el teatro cuentan con movimiento, además de efectos de viento y de agua, características de la atracción. También incluye un vídeo de diez minutos pre-muestra proporcionando exposición de la trama de la película. En la Galería de Cultura del Pop, los visitantes profundizan sobre la influencia de Coca-Cola en la cultura popular. Esta sección incluye baratijas y memorabilia hechas utilizando botellas y latas Coca-Cola, así como una serie de artículos temáticos y de colección de Coca-Cola. Trabajos por artistas como Andy Warhol, Norman Rockwell, Howard Finster, y Steve Penley están en exhibición. Además, varias pinturas de Santa Claus por Haddon Sundblom, las cuales han sido utilizados en el invierno por la compañía en campañas publicitarias desde la década de 1930s, pueden encontrarse aquí. Esta galería también alberga el único reconocimiento del museo sobre la "New Coke", uno de los fracasos comerciales más infames de la historia, en la forma de un vídeo, algunos empaques y mercadeo originales, además de artefactos de las protestas.
En el Teatro de Pausas Perfectas, los esfuerzos publicitarios televisivos de Coca-Cola son mostrados en tres cortometrajes: Momentos Mágicos (memorables anuncios de Coca-Cola en los Estados Unidos), Celebración de Animación (anuncios animados de Coca-Cola) y Festival Internacional (anuncios recientes de Coca-Cola de alrededor del mundo).
Los visitantes pueden pobrar 64 productos ofrecidos por la Coca-Cola Company en todo el mundo en la exposición Taste It! incluyendo la mayoría de los productos ofrecidos en los Estados Unidos. Una habitación con un gigante botella de vidrio de Coca-Cola presenta productos únicos que incluyen el nombre "Coca-Cola" o variaciones, incluyendo la Coca-Cola Clásica, Coca-Cola de Dieta, y las variaciones más actuales disponibles de la fórmula original (incluyendo Coca-Cola Vainilla, Coca-Cola Cero, el italiano apéritif Beverly, Coca-Cola Cereza, entre otros). Hay también un Coca-Cola Freestyle máquinas de autoservicio, las cuales pueden dispensar la elección del visitante de más de 100 bebidas carbonatadas y no carbonatadas producidas por la compañía. La última parada en el nivel dos, es la Tienda Coca-Cola, con miles de productos Coca-Cola para que los visitantes adquieran. Una vez que los visitantes se introducen la tienda, no pueden regresar al museo. También pueden acceder a la tienda aquellas personas que no visitaron el museo.
A los visitantes se les da un recuerdo de su visita: una botella de 8 onzas de Coca-Cola con una etiqueta y tapa especial que indican que está embotellada en esta ubicación. El fondo de cada botella que Coca-Cola fabricó en todo el mundo lleva un código que indica su punto de origen; las botellas generadas en el World of Coca-Cola es único por su línea de producción.

## Número de visitantes
El Mundo de Coca-Cola da la bienvenida a más de un millón de visitantes cada año. Su diseño le permite ser fácilmente actualizado según las tendencias y cambio de campañas publicitarias, algo de lo que carecía el museo anterior.